# Corbreuse
Corbreuse és un municipi francès, situat al departament de l'Essonne i a la regió de Illa de França. L'any 2007 tenia 1.666 habitants.
Forma part del cantó de Dourdan, del districte d'Étampes i de la Comunitat de comunes Le Dourdannais en Hurepoix.

## Demografia

### Població
El 2007 la població de fet de Corbreuse era de 1.666 persones. Hi havia 560 famílies, de les quals 106 eren unipersonals (47 homes vivint sols i 59 dones vivint soles), 154 parelles sense fills, 264 parelles amb fills i 36 famílies monoparentals amb fills.
La població ha evolucionat segons el següent gràfic:
Habitants censats

### Habitatges
El 2007 hi havia 612 habitatges, 580 eren l'habitatge principal de la família, 15 eren segones residències i 16 estaven desocupats. 525 eren cases i 87 eren apartaments. Dels 580 habitatges principals, 462 estaven ocupats pels seus propietaris, 110 estaven llogats i ocupats pels llogaters i 8 estaven cedits a títol gratuït; 10 tenien una cambra, 46 en tenien dues, 66 en tenien tres, 134 en tenien quatre i 324 en tenien cinc o més. 487 habitatges disposaven pel capbaix d'una plaça de pàrquing. A 238 habitatges hi havia un automòbil i a 308 n'hi havia dos o més.

### Piràmide de població
La piràmide de població per edats i sexe el 2009 era:
| Homes | Edats   | Dones |
| ----- | ------- | ----- |
| 0     | 95 o +  | 4     |
| 4     | 90 a 94 | 20    |
| 0     | 85 a 89 | 28    |
| 0     | 80 a 84 | 4     |
| 24    | 75 a 79 | 24    |
| 20    | 70 a 74 | 16    |
| 4     | 65 a 69 | 8     |
| 40    | 60 a 64 | 32    |
| 48    | 55 a 59 | 52    |
| 52    | 50 a 54 | 64    |
| 40    | 45 a 49 | 40    |
| 80    | 40 a 44 | 48    |
| 48    | 35 a 39 | 68    |
| 60    | 30 a 34 | 64    |
| 60    | 25 a 29 | 40    |
| 56    | 20 a 24 | 40    |
| 48    | 15 a 19 | 44    |
| 44    | 10 a 14 | 40    |
| 72    | 5 a 9   | 48    |
| 52    | 0 a 4   | 52    |

## Economia
El 2007 la població en edat de treballar era de 1.061 persones, 780 eren actives i 281 eren inactives. De les 780 persones actives 744 estaven ocupades (390 homes i 354 dones) i 37 estaven aturades (19 homes i 18 dones). De les 281 persones inactives 115 estaven jubilades, 116 estaven estudiant i 50 estaven classificades com a «altres inactius».

### Ingressos
El 2009 a Corbreuse hi havia 584 unitats fiscals que integraven 1.664 persones, la mediana anual d'ingressos fiscals per persona era de 23.409 €.

### Activitats econòmiques
Dels 61 establiments que hi havia el 2007, 1 era d'una empresa de fabricació de material elèctric, 2 d'empreses de fabricació d'altres productes industrials, 14 d'empreses de construcció, 10 d'empreses de comerç i reparació d'automòbils, 1 d'una empresa de transport, 1 d'una empresa d'hostatgeria i restauració, 1 d'una empresa d'informació i comunicació, 3 d'empreses financeres, 8 d'empreses immobiliàries, 9 d'empreses de serveis, 4 d'entitats de l'administració pública i 7 d'empreses classificades com a «altres activitats de serveis».
Dels 15 establiments de servei als particulars que hi havia el 2009, 1 era un taller de reparació d'automòbils i de material agrícola, 2 paletes, 2 fusteries, 4 lampisteries, 3 electricistes, 2 perruqueries i 1 saló de bellesa.
Dels 3 establiments comercials que hi havia el 2009, 2 eren botiges de menys de 120 m² i 1 una botiga de menys de 120 m².
L'any 2000 a Corbreuse hi havia 12 explotacions agrícoles que ocupaven un total de 882 hectàrees.

## Equipaments sanitaris i escolars
L'únic equipament sanitari que hi havia el 2009 era una farmàcia.
El 2009 hi havia 1 escola maternal i 1 escola elemental.

## Poblacions més properes
El següent diagrama mostra les poblacions més properes.